# ヘスペラス (駆逐艦)
ヘスペラス (HMS Hesperus, H57) は、イギリス海軍の駆逐艦。H級駆逐艦。本艦は、ブラジル海軍向けに建造されていたH級（フルア級）を第二次世界大戦開戦直後にイギリス海軍が購入したハヴァント級の1隻である。1939年9月にイギリス海軍によって購入され、1940年に「ハーティ」（HMS Hearty）として就役したが、その後すぐに「ヘスペラス」（HMS Hesperus）へ再改名された。
「ヘスペラス」は大戦中、主に北大西洋で船団護衛に従事し、ドイツ海軍のUボート4隻を撃沈した。「Uボート・キラー」ことドナルド・マッキンタイアの乗艦として活躍したことで著名である。

## 要目

### 基本性能
本艦の排水量は、基準排水量で1,350ロングトン (1,370 t)、満載排水量で1,883ロングトン (1,913 t)であった。全長は323フィート (98.5 m)、全幅は33フィート (10.1 m)、喫水は12フィート5インチ (3.8 m)。パーソンズオール・ギアード蒸気タービンを動力源としてスクリュープロペラ2軸を駆動させ、34,000軸馬力 (25,000 kW)、最大速力36ノット (67 km/h; 41 mph)を発揮した。タービン用蒸気は、3基の海軍本部式三胴型水管ボイラーによって供給された。「ヘスペラス」は最大470ロングトン (480 t)の燃料油を搭載し、航続距離は15ノット (28 km/h; 17 mph)で5,530海里 (10,240 km; 6,360 mi)であった。乗員は士官・兵員合わせて152名となっていた。

### 装備
本艦の主兵装は45口径4.7インチ砲Mk IXを単装で4門搭載し、前部から順に「A」砲、「B」砲、「X」砲、「Y」砲と指定されていたが、実際のところ「Y」砲は予備爆雷を搭載するために除かれた。対空防御のため、「ヘスペラス」はヴィッカース62口径12.7mm（0.5インチ）機銃 Mk IIIを四連装Mk I銃架で2基搭載した。水雷兵装として、21インチ（533 mm）魚雷用の四連装水上魚雷発射管が2基装備された。爆雷兵装は、当初爆雷投下軌条1基と爆雷投射機2基が取り付けられていたが、その後の改装で投下軌条3基と投射機8基に強化されている。爆雷搭載数も当初の20個から110個まで増加した。
「ヘスペラス」は方位盤（DCT）なしで完成したため、3門の4.7インチ砲は測距儀によって測定された距離情報を使いて砲側照準で発射された。敵潜水艦探知用として、探信儀 (ASDIC)を装備した。

### 戦時改造
「ヘスペラス」は1940年5月から6月にかけての修理中、対空兵装強化のため後部魚雷発射管を撤去して12ポンド高角砲を装備した。その他本艦には、1941年半ばの改装でHF/DF方向探知機と286型レーダーがメインマストに取り付けられた。イミンガムで修理を受けた際には、DCTが追加されて主砲が方位盤による管制を受けられるようになった。1942年初めにはファルマスで改修が行われ、艦橋両側にエリコン 20mm機銃 2基が搭載されたことで、近距離対空兵装が強化された。さらに、艦橋上に設置されたDCTと測距儀は、271型レーダーに置き換えられた。
1943年初頭の修理中に、「ヘスペラス」は護衛駆逐艦に改造された。「A」砲はヘッジホッグ対潜迫撃砲に置き換えられ、12.7mm機銃は一対のエリコン20mm機銃に置き換えられた。12ポンド高角砲を撤去したスペースに予備爆雷が搭載され、「ヘスペラス」は同じ改修で1トンのMk X重爆雷投射器と4基のMk IV爆雷投射器を受け取った。「ヘスペラス」にはドイツ海軍の音響誘導魚雷防御用として、フォクサー音響デコイも取り付けられていた。

## 艦歴
「ヘスペラス」は1937年12月16日に、ブラジル海軍向けH級駆逐艦「フルエナ」（Juruena）として発注された。「フルエナ」は1938年7月6日にハンプシャー州ウールストンのジョン・アイ・ソーニクロフト社によって起工、1939年8月1日にヘイトラ・ガリエンツ夫人の手で進水した。
しかし、第二次世界大戦勃発を受けて、「フルエナ」は1939年9月5日にイギリス政府によって購入された。本艦は「ハーティ」と改名され、1940年1月22日に元艦隊航空隊パイロットであるドナルド・マッキンタイア中佐の指揮下で就役した。「ハーティ」は名前が似ているH級駆逐艦の嚮導艦「ハーディ」との混同を避けるため、1940年2月27日、 ギリシャ神話に登場する宵の明星の神ヘスペロスにちなみ「ヘスペラス」と再改名された。

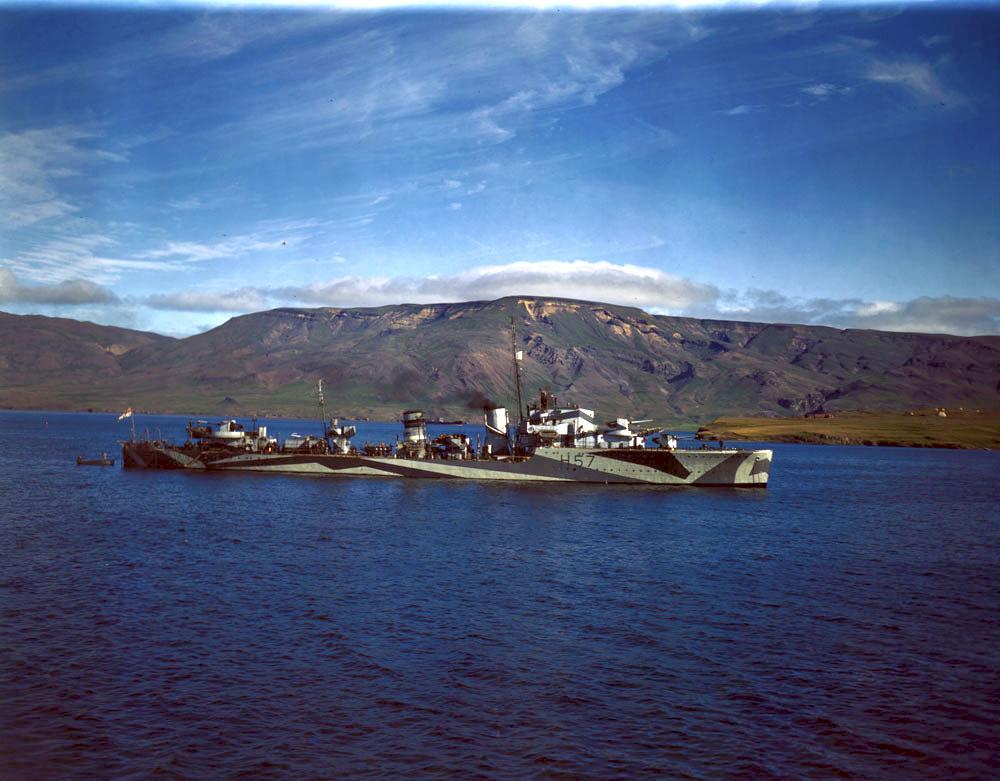
1942年頃の「ヘスペラス」。

6隻のブラジル海軍向けH級（ハヴァント級）駆逐艦は当初、スカパ・フローの対潜防御に割り当てられた本国艦隊第9駆逐艦戦隊（9th Destroyer Flotilla）を編成した。デンマークがドイツに占領されると、「ヘスペラス」と姉妹艦「ハヴァント」（元：「ファヴァリ」）は4月中旬にイギリス軍によるフェロー諸島占領を援護するよう命じられた。
ノルウェー戦役中、「ヘスペラス」は5月15日にスコッツガーズの部隊をモー・イ・ラーナに輸送したが、同日ユンカース Ju 87急降下爆撃機による至近弾で損傷した。本艦は修理のためにダンディーに送られ、1ヶ月間の修理を受けた。修理完了後、「ヘスペラス」は船団護衛と対潜哨戒任務に割り当てられた。
1940年11月、第9駆逐艦戦隊はウェスタンアプローチ管区に移され、第9護衛グループ（9th Escort Group）に再編された。11月4日、「ヘスペラス」は「U-99」に撃沈された仮装巡洋艦「ローレンティック」の生存者367名を救助した。
1941年1月の熱帯低気圧の中で、「B」砲が設置されていた砲座は「B」砲が艦橋にめり込むまで持ち上げられた。修理後、「ヘスペラス」はジブラルタルのH部隊に配属されて4月まで再び船団護衛任務に従事したが、3月に艦長マッキンタイア大佐は駆逐艦「ウォーカー」へ異動となった。「ヘスペラス」は5月と6月のタイガー作戦及びトレーサー作戦中に艦船を護衛した。「ヘスペラス」は、司令官であるジェームズ・サマヴィル提督によって地中海での作戦に用いるのには対空能力が低すぎると考えられたため、H部隊から外れることとなった。リヴァプールで短期間の改装を受け、7月7日にニューファンドランド護衛部隊に転属となった。

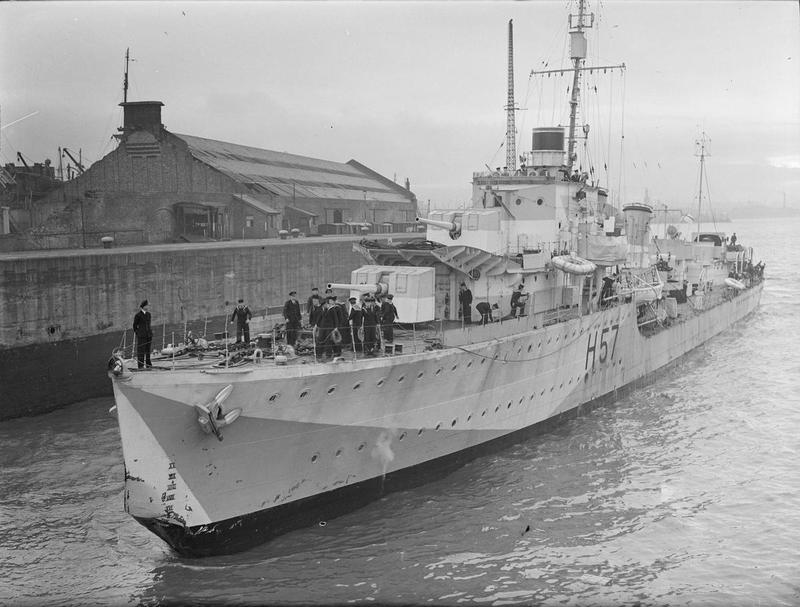
1942年12月28日、「U-357」を体当たり攻撃で沈めて帰還した「ヘスペラス」。艦首が損傷している。

1941年8月、「ヘスペラス」は、プラセンティア湾で行われたフランクリン・ルーズベルト大統領との大西洋会談に出席するウィンストン・チャーチル首相を乗せた戦艦「プリンス・オブ・ウェールズ」を護衛した駆逐艦の1隻だった。「ヘスペラス」はこの任務で荒天により損傷し、アイスランドにいる工作艦によって応急修理された後、イミンガムで本格的な修理が行われた。完了後、「ヘスペラス」は第9護衛隊グループに復帰し、12月にジブラルタルでの護衛任務のため再びH部隊に配属された。
1941年12月7日、「ヘスペラス」は姉妹艦「ハーヴェスター」（元：「フルア」）とともに、ジブラルタル西方の大西洋でドイツの潜水艦「U-208」を沈めた。さらに年が明けた1942年1月15日、輸送船団HG78を護衛中、艦のレーダーが浮上中の「U-93」を探知し、艦長A・A・テイト少佐は「ヘスペラス」に体当たりを命じた。「ヘスペラス」は「U-93」を掠めただけだったが、衝撃は非常に激しく、「U-93」の艦長と甲板士官が司令塔から「ヘスペラス」の甲板に積み込まれていたモーターボートへ投げ出された。爆雷を最も浅い爆発深度に調定して投下し、さらに4.7インチ砲弾を複数回命中させたことで「U-93」の乗員は退艦を余儀なくされた。「ヘスペラス」は「U-93」の乗員40名を救助したが、「U-93」が沈没する前に乗り込んで捕獲することができなかった。体当たり攻撃による衝撃で艦体前部が浸水し、艦体右舷に亀裂が発生、さらに右軸スクリュープロペラの先端が曲がった。ジブラルタルで応急修理を受けた後、2月9日から4月にかけてファルマスで本格的な修理が行われた。

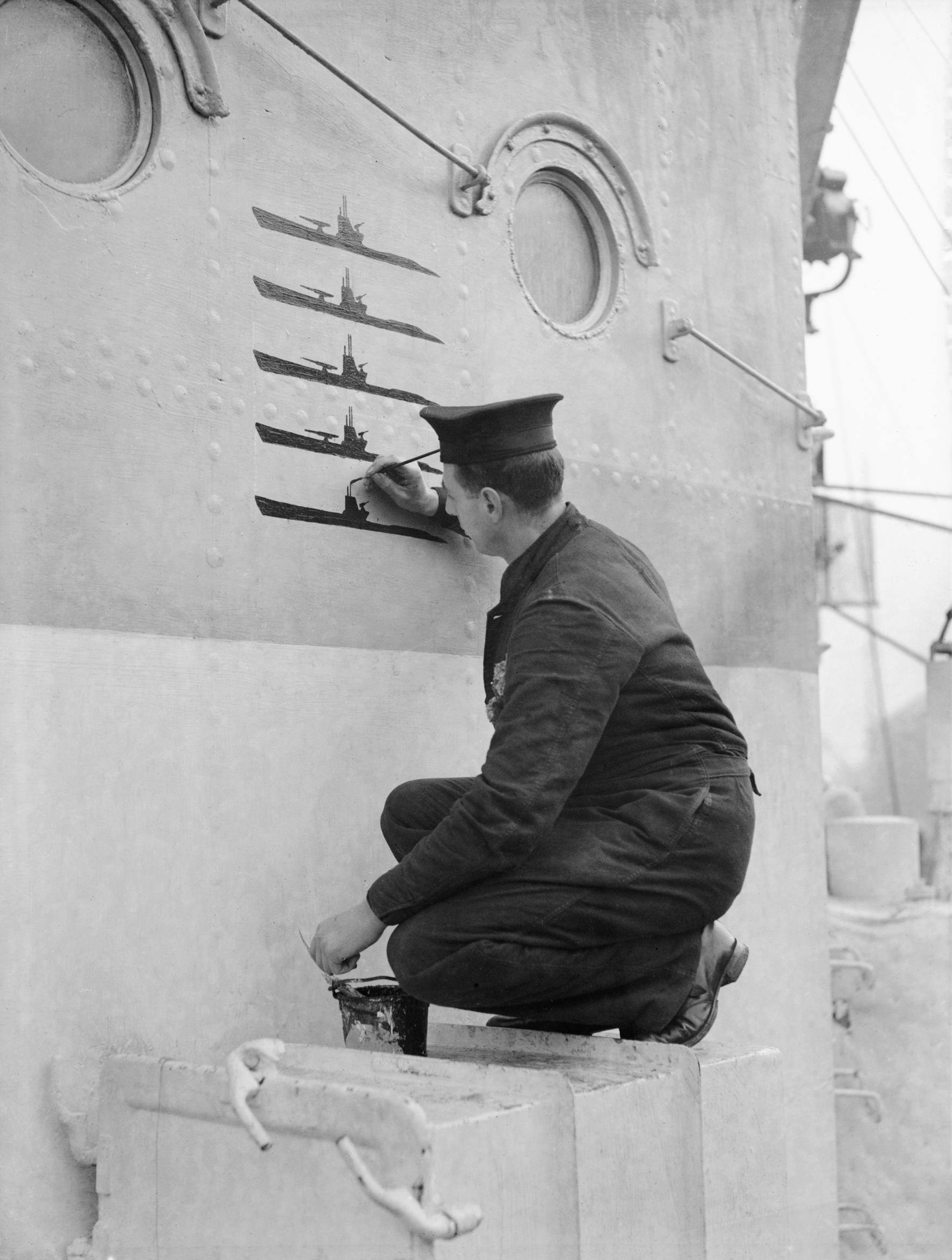
Uボート撃沈のキルマークを描く「ヘスペラス」の乗員。

1942年3月、当時残存していた5隻のハヴァント級駆逐艦は、それぞれB-1からB-5までの護衛グループ旗艦に任命された。テイト中佐は「ハーヴェスター」に異動し、「ヘスペラス」が4月に修理を完了するとA・F・St・Gオーペン中佐が艦長及びB-2護衛グループ指揮官となった。6月にオーペン中佐が大佐へ昇進した際、初代艦長マッキンタイア中佐が再び「ヘスペラス」艦長として復帰した。12月26日、ロッコール島付近で輸送船団HX219を護衛中、「ヘスペラス」と駆逐艦「ヴァネッサ」は潜水艦「U-357」を体当たりで沈めた。今回は艦底が全長の4分の1近く引き裂かれ、リヴァプールで3ヶ月の修理が必要となった。
「ヘスペラス」は3月17日に護衛グループへ復帰し、1943年4月23日、輸送船団ONS4を護衛中にヘッジホッグ攻撃で「U-191」を撃沈した。約3週間後の1943年5月12日、今度はSC129船団を護衛中に「U-186」を爆雷で沈めた。1944年1月から3月29日にかけて改装を受けるまで、その後も「ヘスペラス」は船団護衛任務を続けた。G・V・レガシック中佐は1944年3月に「ヘスペラス」艦長に着任し、護衛グループはジブラルタルとイギリス本国間の船団を護衛した。
1944年7月、「ヘスペラス」は病死した著名な対潜戦指揮官フレデリック・ジョン・ウォーカー大佐の遺体を水葬に付すために洋上へ運んだ。
1944年後半に、「ヘスペラス」は第19護衛グループに配属された。1945年1月、R・A・カリー中佐が、プリマスを拠点とする第14護衛隊グループの指揮官として「ヘスペラス」の指揮を執った。1945年4月30日、「ヘスペラス」は姉妹艦「ハブロック」（元：「フタイ」）とともに、その日の早朝ショート・サンダーランド飛行艇によって発見された「U-242」だと誤認して、アングルシー島北西に沈んでいた「U-246」の残骸を攻撃した。
2週間後、「ヘスペラス」と第14護衛グループは、降伏したUボートの集団をアルシュ湖からフォイル湖まで護送した。5月27日、「ヘスペラス」と「ハブロック」は首都オスロに戻る亡命ノルウェー政府を護衛し、6月1日までそこに滞在した。10日後、「ヘスペラス」は航空機の標的艦として働き、その役割は翌年まで続いた。
「ヘスペラス」は1946年2月18日に解体が承認され、5月に予備役の「カテゴリーC」に分類された。「ヘスペラス」の艦体は解体のためグランジマスまで曳航されたが、実際に解体が始まったのは1947年5月17日になってからだった。
「ヘスペラス」の軍艦旗はヨーヴィル教区教会に保存された。

## 栄典
「ヘスペラス」は第二次世界大戦の戦功で3個の戦闘名誉章(Battle honours)を受章した。
- NORWAY 1940 - ATLANTIC 1940-45 - ENGLISH  CHANNEL 1945